# Олімп (регбійний клуб)
«Олімп» — регбійний клуб із Харкова, заснований 2005 року. З часу заснування — лідер України з цього виду спорту. Десятиразовий чемпіон України з регбі, дворазовий чемпіон з регбі-7. Дев'ятиразовий володар Кубка України з регбі та дворазовий володар Кубка України з регбі-7.
Базовий клуб збірної України з регбі. Нещодавно створена жіноча команда «Олімп» 2014 року стала чемпіоном Вищої ліги України з регбі-7.
Домашні матчі проводить на стадіоні ХТЗ. При клубі працює дитяча секція. Головний спонсор РК «Олімп» від 2005 року — група DCH Олександра Ярославського.

## Історія клубу
Коріння клубу «Олімп» сягає 1982 року, коли харківський тренер Артур Ваграмович Мартиросян створив на стадіоні ХТЗ регбійну команду. Харків'яни брали участь в чемпіонатах СРСР, але в трійку призерів жодного разу не потрапили — тоді домінували команди з підмосковного Моніно, Красноярська, Москви, Алма-Ати, Кутаїсі, а також київський «Авіатор».
Після розпаду СРСР харків'яни незмінно виступали в елітному дивізіоні, але їм не вдавалося завойовувати медалі.
В сезоні 1995-96 років в Харкові з'явилася ще одна команда — «Титани», яку тренував Артур Мартиросян. Вона три сезони поспіль ставала бронзовим призером, а потім ще двічі поспіль завойовувала «срібло», після чого припинила своє існування.
Однак в сезоні 1999 року, коли «Титани» завоювали свій останній срібний комплект медалей, слідом за ними на третій сходинці розташувався «Легіон-ОСК». З цього моменту команда незмінно завойовує медалі в кожному чемпіонаті України.
У чемпіонатах 1999 і 2000 років «легіонери» завойовували бронзові медалі, у 2001 і 2002 роках — срібні, потім у 2003-му — знову бронзові, а у 2004-му — ще раз срібні.
2005 року «Легіон-ОСК» вперше в історії піднявся на чемпіонську вершину. В тому сезоні фінальна частина чемпіонату проводилася за коловою системою за участю чотирьох найкращих команд. В останньому матчі «Легіон-ОСК» на полі харківського стадіону «Зірка» впевнено переграв одеський «Кредо-1963» — 54:25 і, випередив чемпіона-2004 — столичний клуб «Арго-НАУ» — на 10 очок, стали чемпіонами. Бронзові медалі завоював інший київський клуб — «Авіатор», а одесити посіли четверте місце. Чемпіонів тоді тренував тренер-гравець Валерій Кочанов, який після закінчення сезону в 40-річному віці завершив кар'єру гравця. Через тиждень після перемоги в чемпіонаті України «Легіон-ОСК» вперше в історії виграв Кубок України.
У цьому ж, 2005 році, на базі команди «Легіон-ОСК» був створений регбійний клуб «Олімп», який очолив відомий бізнесмен Олександр Ярославський. Валерій Кочанов повністю зосередився на тренерській роботі, а його асистентом став Сергій Недбайло. Цей тренерський дует ще дев'ять разів приводив «Олімп» до вищих нагород в чемпіонаті країни. Винятком став лише короткий весняний чемпіонат 2007 року, який передував другому переходу українського регбі на формулу «осінь-весна» (2009 року цей вид спорту повернувся до звичної формули сезону «весна-осінь»), коли «Олімп» програв одеському «Кредо-1963» у фінальній серії спочатку в Одесі — 5:9, а потім і на рідному стадіоні — 13:15, і завоював срібні медалі. Надалі «Олімп» більше нікому не віддає чемпіонське «золото». Хоча фінальні серії з тими ж одеситами проходять в напруженій боротьбі. Досить згадати, що 2013 року перший фінальний поєдинок між цими суперниками, що проходив в Одесі, завершився внічию — 18:18, а потім вдома харків'яни виграли — 26:8 і вдев'яте стали чемпіонами. 2014 року в Одесі «Олімп» виграв — 17:9, а вдома поступився — 18:20, проте за сумою двох матчів виявився сильнішим і став чемпіоном в ювілейний, десятий раз.
Також «Олімп» успішно виступає і в розіграші Кубку країни, який підопічні Валерія Кочанова вигравали дев'ять разів — у 2005, 2006, 2007, а також з 2009 по 2017 роки.
Велику увагу в клубі приділяють і регбі-7. Регбісти «Олімпу» дванадцять разів ставали чемпіонами (2008, 2011-2021) і вісім разів володарями Кубку України (2012, 2014-2020). А жіноча команда «Олімпу» всього за півтора року існування завоювала путівку до Суперліги, вигравши у своєму другому сезоні в історії «золото» вищої ліги.